# 鈴木絢音
鈴木 絢音（すずき あやね、1999年〈平成11年〉3月5日 - ）は、日本の女優、文筆家であり、女性アイドルグループ乃木坂46の元メンバーである。秋田県南秋田郡大潟村出身。A.M.Entertainment所属。

## 来歴
1999年（平成11年）に秋田県南秋田郡大潟村で生まれ、2001年（平成13年）に同県の秋田市に転出した。子供の頃は「根暗で、ずっとひとりでいるタイプ」だった。小学校の頃、フルートを習い始め、受験を経て進学した中学校では吹奏楽部に所属した。その他、剣道、空手、茶道、浴衣の着付け、ピアノ、水泳、塾などの習い事をしていた。剣道では、選手として試合出場という形で乃木坂46としてのライブ出演よりも前に日本武道館の舞台を経験している。
2013年（平成25年）3月28日、乃木坂46の2期生オーディションに合格して加入し、同年5月11日、『16人のプリンシパル deux』でお披露目された。
2014年（平成26年）4月4日、秋田県にかほ警察署（現：由利本荘警察署にかほ幹部交番）の一日警察署長を務めた。
2015年（平成27年）2月22日、『乃木坂46 3rd YEAR BIRTHDAY LIVE』で研究生から正規メンバーに昇格した。グループ加入当初は秋田から通いながら活動していたが、この年の5月に上京した。
2016年（平成28年）8月20日、秋元真夏・相楽伊織・渡辺みり愛によって結成されていた「真夏さんリスペクト軍団」に4人目のメンバーとして加入した。同年12月7日、真夏さんリスペクト軍団の一員として参加した、映画『好きになるその瞬間を。〜告白実行委員会〜』エンディング主題歌「大嫌いなはずだった。」を「HoneyWorks meets さゆりんご軍団 + 真夏さんリスペクト軍団 from 乃木坂46」名義で配信リリース。
2017年（平成29年）4月7日から1年間、『ジャパコンpresentsエージェントHaZAP』（BSフジ）に統括補佐官「エージェントAA-035」（という設定）として、佐々木琴子とともにレギュラー出演。同年5月3日から31日まで『ミュ〜コミ+プラス』（ニッポン放送）の5月のマンスリーアシスタントとして毎週水曜日の放送に出演した。同年7月10日、大潟村応援大使に就任した。
2018年（平成30年）1月10日発売のアンダーアルバム『僕だけの君〜Under Super Best〜』に初のセンター曲「自惚れビーチ」が収録された。同年8月8日発売の乃木坂46の21stシングル「ジコチューで行こう!」で初の選抜メンバーを務めることが、同年7月2日に発表された。
2019年（令和元年）11月24日、初冠番組『乃木坂46 鈴木絢音の「そら気分〜ヒコーキに会いたい!!」』（テレ朝チャンネル）が放送された。
2020年（令和2年）1月11日から放送のドラマ『ハイポジ 1986年、二度目の青春。』（テレビ大阪）で連続ドラマ初レギュラー出演。同年6月12日公開の映画『死神遣いの事件帖』にヒロインとして映画初出演。同年11月10日、1st写真集『光の角度』（幻冬舎）を発売した。
2022年（令和4年）3月5日、個人のInstagramアカウントを開設した。同年8月11日、『プレバト!!』（毎日放送・TBSテレビ系）内で放送された「俳句の才能査定ランキング」で70点を獲得し、才能アリ・2位に入ったが、俳人の夏井いつきが「これはアウトだよ」という判断を下し、点数は半分の35点・才能ナシとなり、同年12月15日に放送された2回目の挑戦でも前回の点数を1点だけ上回る36点と2回連続で才能ナシとなった。
2023年（令和5年）2月18日、加入10周年記念日となる3月28日をもってグループから卒業することを自身のブログにて発表した。同年3月10日、個人の新浪微博アカウントを開設した。同年3月28日、LINE CUBE SHIBUYAで行われた卒業セレモニーをもって乃木坂46を卒業。同年4月1日、芸能活動を休止（9月末まで半年間）。同月28日、乃木坂46公式サイト内の公式ブログが閉鎖。
同年10月1日、A.M.Entertainmentに移籍。

## 人物
愛称は、あやねちゃん。自身の父によって、綺麗な音のように人を和ませる存在になるようにと、煌びやかや美しいを意味する絢と音で絢音と命名された。兄が1人いる。

### 嗜好
好きな色は薄紫色、黄色、ピンク。好きな教科は理科、音楽。好きな小説家は筒井康隆、司馬遼太郎。好きな本は『時をかける少女』。好きな音楽はクラシック音楽で、好きな作曲家はジョン・フィリップ・スーザ、ポール・デュカス、セルゲイ・ラフマニノフ、イーゴリ・ストラヴィンスキー。好きな動物は特にいない。好きな原生生物はゾウリムシ。飛行機好きでもあり好きな機材はボーイング787。飛行機好きアイドルとして『タモリ倶楽部』（テレビ朝日系）や『車あるんですけど…?』（テレビ東京系）への出演経験もある。休日に東京国際空港へ行くこともあり、YouTubeの「乃木坂配信中」ではその様子を「あやねの休日 in 羽田空港」として動画にしている。秋田県にあるウェイポイントには先輩メンバーの生駒里奈に由来する「RINAH」と共に「AYANE」が設定されている。

### 趣味
趣味は読書、アニメ、ガンプラ作り。読書は多い時に3日間で1冊から2冊、ジャンルは小説やエッセイなど多岐にわたる。加えて、常に持ち歩くほど辞典好きで、『乃木坂工事中』（テレビ愛知）では、その魅力について熱弁している。ガンプラ作りは「ガンプラEXPO ワールドツアージャパン2016 SUMMER」などのイベントで自身がプロデュースしたガンプラを展示したり、出演者がガンプラのカスタマイズにチャレンジする特別番組のMCを担当したこともある。

### 特技
特技はフルート、茶道、水風船キャッチ。

### 乃木坂46
乃木坂46で好きな曲は「君の名は希望」。
乃木坂46に加入して2期生の中で最初に仲良くなったのは堀未央奈、佐々木琴子、寺田蘭世で、4人で自身のグループ名を「四姉妹」と名付け、お披露目前のレッスンの前や帰りにはファミレスでご飯を食べながら励まし合っていたという。特に堀とは最終オーディションの時から仲が良く、2期生で2人だけの地方出身者でもあったことから加入当初はいつも同じホテルに泊まっていて、堀が研究生からいきなりセンターに抜擢された7thシングル選抜発表の収録の前夜も堀と同部屋だった。その後も選抜に入り続ける堀に対し、鈴木は「（自分も選抜に入るまで）待っててね」と言い続けていたが、2017年頃から他の仕事などで欠席するメンバーの代役という形で選抜メンバーに混じって音楽番組などに出演する機会が増えたことで、選抜メンバーの中で数少ない2期生として多くの先輩とともに活動する堀の孤独や寂しさに気づく。そこから、自分が一緒に選抜に入ることでその孤独を和らげ、不安を取り除いてあげることができるという考えに至り、それを自分にとっての選抜に入る目的としたことで、選抜入りへの思いがより強くなった。その後「ジコチューで行こう!」で初めて選抜入りしたことで、堀の初選抜から約5年の時を経てともに選抜入りを果たした。堀の乃木坂46として最後のステージとなった『乃木坂46 9th YEAR BIRTHDAY LIVE 〜2期生ライブ〜』のアンコールでは、堀へのメッセージとして「8年間本当にありがとう。みおと出会えたことが乃木坂46に入って一番よかったこと」と泣きながら伝え、続けて堀の母親からの手紙を代読した。
堀、渡辺みり愛とは、プリンが大好きということで「プリン会」を結成。鈴木が2017年10月7日に自身の755アカウントを開設した時にはすでにアカウントを保持していた堀、渡辺とともに「プリン会のトーク」も開設した。
佐々木とは同学年でアニメ好きなど共通点も多く、ともに地方から出てきて、一緒に寮暮らしをしていた。ともに不思議な雰囲気がクローズアップされがちで、『NOGIBINGO!7』（日本テレビ）で「クイズ ささきとすずき」という企画が組まれたり、グループ外の活動でも『ジャパコンpresentsエージェントHaZAP』（BSフジ）や、『舞台「けものフレンズ」2〜ゆきふるよるのけものたち〜』などに2人で出演している。
生駒里奈とは家族ぐるみで交流があり、同じ秋田県出身ということもあり「私のことを気にかけ、声をかけてくださるお姉さんのような存在」で、生駒の存在があったからこそ乃木坂46を知り、「秋田の星」である生駒に近づけば自分は変われるのではないかと考え、オーディションを受けたという。2018年4月22日に行われた生駒の卒業コンサートでは、生駒がAKB48兼任時代に劇場公演で担当していたデュエット曲「てもでもの涙」のパフォーマンス相手として、「秋田の土地を知ってるから、ああいう場所からここにきて今頑張ってるっていうのは、すごいことだと思うんで。そういった子にスポットを当てたいと思った」という理由から鈴木を選び、共にパフォーマンスした。
サイリウムの色は加入当初は黄色とピンク、2016年1月からは白と紫。
2期生としては最も長く乃木坂46に在籍していたメンバーで、2022年7月17日に山崎怜奈がグループを卒業して以降は、2期生の最後の1人のメンバーとなっていた。卒業発表時点で他の1・2期生は全員がグループを卒業もしくは卒業発表済みで、鈴木の卒業をもってグループの最古参は3期生となった。

## 作品

### シングル
乃木坂46
- ボーダー（2015年3月18日、SRCL-8786） - EAN 4988009104614。
- 別れ際、もっと好きになる（2015年7月22日、SRCL-8844/5） - EAN 4988009110790。
- 嫉妬の権利（2015年10月28日、SRCL-8910/6） - EAN 4988009116754。
- 不等号（2016年3月23日、SRCL-9032/3） - EAN 4988009125503。
- シークレットグラフィティー（2016年7月27日、SRCL-9145/6） - EAN 4988009131429。
- ブランコ（2016年11月9日、SRCL-9260/1） - EAN 4547366278873。
- 2度目のキスから（2016年11月9日、SRCL-9262/3） - EAN 4547366278880。
- 風船は生きている（2017年3月22日、SRCL-9374/5） - EAN 4547366297539。
- アンダー（2017年8月9日、SRCL-9491/2） - EAN 4547366319163。
- ライブ神（2017年8月9日、SRCL-9493/4） - EAN 4547366319170。
- My rule（2017年10月11日、SRCL-9576/7） - EAN 4547366330335。
- 新しい世界（2018年4月25日、SRCL-9784/5） - EAN 4547366354157。
- スカウトマン（2018年4月25日、SRCL-9786/7） - EAN 4547366354164。
- ジコチューで行こう!（2018年8月8日、SRCL-9913/21） - EAN 4547366369465。
- 空扉（2018年8月8日、SRCL-9913/21） - EAN 4547366369465。
- あんなに好きだったのに…（2018年8月8日、SRCL-9921） - EAN 4547366369496。
- キャラバンは眠らない（2018年11月14日、SRCL-9974/82） - EAN 4547366382037。
- 日常（2018年11月14日、SRCL-9976/7） - EAN 4547366382044。
- Sing Out!（2019年5月29日、SRCL-11186/94） - EAN 4547366406672。
- Am I Loving（2019年5月29日、SRCL-11188/9） - EAN 4547366406689。
- 僕のこと、知ってる?（2019年9月4日、SRCL-11260/8） - EAN 4547366418569。
- 〜Do my best〜じゃ意味はない（2019年9月4日、SRCL-11266/7） - EAN 4547366418606。
- アナスターシャ（2020年3月25日、SRCL-11462/3） - EAN 4547366444209。
- 世界中の隣人よ（2020年5月25日）[72]
- 口ほどにもないKISS（2021年1月27日、SRCL-11682/3） - EAN 4547366487251。
- 錆びたコンパス（2021年6月9日、SRCL-11842/3） - EAN 4547366507317。
- 君に叱られた（2021年9月22日、SRCL-11880/8） - EAN 4547366522303。
- 他人のそら似（2021年9月22日、SRCL-11888） - EAN 4547366522334。
- 最後のTight Hug（2021年11月5日）[73]
- Actually...（2022年3月23日、SRCL-12100/8） - EAN 4547366549058。
- 深読み（2022年3月23日、SRCL-12100/8） - EAN 4547366549058。
- 好きになってみた（2022年3月23日、SRCL-12108） - EAN 4547366549089。
- 好きというのはロックだぜ!（2022年8月31日、SRCL-12210/8） - EAN 4547366571950。
- ここにはないもの（2022年12月7日、SRCL-12330/8） - EAN 4547366590166。
- 僕たちのサヨナラ（2023年3月29日、SRCL-12480/8） - EAN 4547366607307。

こじ坂46
- 風の螺旋（2014年11月26日、KIZM-90317/8） - EAN 4988003460884。

### アルバム
乃木坂46
- 透明な色（2015年1月7日、SRCL-8662/7） - EAN 4988009099934。
- それぞれの椅子（2016年5月25日、SRCL-9078/86） - EAN 4988009128580。
- 生まれてから初めて見た夢（2017年5月24日、SRCL-9437/44） - EAN 4547366307825。
- 僕だけの君〜Under Super Best〜（2018年1月10日、SRCL-9630/7） - EAN 4547366336214。
- 今が思い出になるまで（2019年4月17日、SRCL-11140/7） - EAN 4547366401325。
- Time flies（2021年12月15日、SRCL-12020/30） - EAN 4547366534184。

### 映像作品
- 2期生紹介②（2013年11月27日） - EAN 4988009087894。
- 研究生×山田篤宏 Part 1「28日と6時間と42分12秒」（2014年7月9日） - EAN 4988009094212。
- NOGIBINGO!2（2014年9月12日） - EAN 4988021299015。
- 研究生 part3（2014年10月8日） - EAN 4988009097275。
- 研究生「せかい の おわり は」（2015年3月18日） - EAN 4988009104591。
- NOGIBINGO!3（2015年4月24日） - EAN 4988021729635。
- AKB48 リクエストアワーセットリストベスト1035 2015（2015年4月30日） - EAN 4580303213667。
- 乃木坂46 2ND YEAR BIRTHDAY LIVE 2014.2.22 YOKOHAMA ARENA（2015年6月17日） - EAN 4988009110134。
- 鈴木絢音&渡辺みり愛「時空超越アイドル イマガール」（2015年7月22日） - EAN 4988009110783。
- NOGIBINGO!4（2015年10月16日） - EAN 4988021729734。
- 鈴木絢音「poetry」（2015年10月28日） - EAN 4988009116761。
- 悲しみの忘れ方 Documentary of 乃木坂46（2015年11月18日） - EAN 4988104099327。
- 初森ベマーズ（2016年1月20日） - EAN 4988104099433。
- NOGIBINGO!5（2016年2月19日） - EAN 4988021729871。
- 鈴木絢音「飛行機を飼う女」（2016年3月23日） - EAN 4988009125503。
- 乃木坂46 3rd YEAR BIRTHDAY LIVE 2015.2.22 SEIBU DOME（2016年7月6日） - EAN 4988009129518。
- NOGIBINGO!6（2016年9月30日） - EAN 4988021714662。
- 鈴木絢音「わたしの名前は鈴木あやねです。」（2017年3月22日） - EAN 4547366297553。
- 乃木坂46 4th YEAR BIRTHDAY LIVE 2016.8.28-30 JINGU STADIUM（2017年6月28日） - EAN 4547366310580。
- NOGIBINGO!7（2017年8月4日） - EAN 4988021146081。
- 乃木坂46 5th YEAR BIRTHDAY LIVE 2017.2.20-22 SAITAMA SUPER ARENA（2018年3月28日） - EAN 4547366344523。
- 乃木坂46 真夏の全国ツアー2017 FINAL! IN TOKYO DOME（2018年7月11日） - EAN 4547366363999。
- 舞台「ナナマルサンバツ THE QUIZ STAGE」（2018年10月3日） - EAN 4988101201013。
- NOGIBINGO!9（2018年10月19日） - EAN 4988021147392。
- 舞台「けものフレンズ」2〜ゆきふるよるのけものたち〜（2019年4月10日） - EAN 4589630117587。
- 乃木坂46 6th YEAR BIRTHDAY LIVE 2018.07.06-08 JINGU STADIUM&CHICHIBUNOMIYA RUGBY STADIUM（2019年7月3日） - EAN 4547366411270。
- ドラマ「ザンビ」（2019年8月2日） - EAN 4988021148474。
- ナナマル サンバツ THE QUIZ STAGE ROUND 2（2019年9月11日）
- いつのまにか、ここにいる Documentary of 乃木坂46（2019年12月25日） - EAN 4988104123695。
- 乃木坂46 7th YEAR BIRTHDAY LIVE 2019.2.21-24 KYOCERA DOME OSAKA（2020年2月5日） - EAN 4547366438956。
- 乃木坂46 8th YEAR BIRTHDAY LIVE 2020.2.21-24 NAGOYA DOME（2020年12月23日） - EAN 4547366482812。
- 映画「死神遣いの事件帖-傀儡夜曲-」（2021年2月10日） - EAN 4988101210916。
- NOGIZAKA46 Mai Shiraishi Graduation Concert 〜Always beside you〜（2021年3月10日） - EAN 4547366491104。
- ナナマル サンバツ THE QUIZ STAGE O（2021年6月9日） - EAN 4988101212606。
- 乃木坂46 9th YEAR BIRTHDAY LIVE 5DAYS（2022年6月8日） - EAN 4547366541441, EAN 4547366541465。
- 六番目の小夜子（2022年6月8日） - EAN 4988101218042。
- 乃木坂スター誕生!2 第2巻（2022年10月28日） - EAN 4988021718981, EAN 4988021141567。
- 乃木坂46 真夏の全国ツアー2021 FINAL! IN TOKYO DOME（2022年11月16日） - EAN 4547366576009, EAN 4547366576016。
- 乃木坂46 10th YEAR BIRTHDAY LIVE（2023年2月22日） - EAN 4547366594324, EAN 4547366594447。
- さ〜ゆ〜Ready?さゆりんご軍団ライブ/松村沙友理 卒業コンサート（2023年4月26日）[74]
- 生田絵梨花 卒業コンサート（2023年4月26日）[74]
- 乃木坂46 11th YEAR BIRTHDAY LIVE 5DAYS（2024年2月21日） - EAN 4547366660128, EAN 4547366660135。

## 出演

### テレビドラマ
- 初森ベマーズ（2015年7月11日 - 9月26日、テレビ東京）カンヌ 役[75]
- ザンビ（2019年1月24日 - 3月28日、日本テレビ）藤崎麻里奈 役[76]
- ハイポジ 1986年、二度目の青春。（2020年1月11日 - 3月28日、テレビ大阪・BSテレ東）司幸子 役[22]
- リバーサルオーケストラ 第3話・第6話・第9話（2023年1月25日・2月15日・3月8日、日本テレビ）日地谷更紗 役[77]
- 366日 第6話（2024年5月13日、フジテレビ）樋山ちなみ 役[78]

### その他のテレビ番組
- 秋の東北を食べつくす ご当地食材探訪女子旅（2015年11月23日、テレビ東京）[79]
- ガンダムビルドファイターズトライ夏休み特別編〜君もビルドファイターだ!!（2016年8月21日、テレビ東京系）MC[55]
- ふじ△（2017年2月26日、静岡朝日テレビ）ナレーター[80][81]
- ジャパコンpresentsエージェントHaZAP（2017年4月7日 - 2018年3月17日、BSフジ）エージェントAA-035 役[16]
- 水曜日のハウマッチ?（2018年4月4日 - 2023年3月29日、毎日放送）ナレーター[82]
- 19の夜〜大人でも子供でもない夢前夜〜（2018年12月11日 - 18日、テレビ朝日）ナレーター[83]
- 乃木坂46 鈴木絢音の「そら気分〜ヒコーキに会いたい!!」（2019年11月24日、テレ朝チャンネル）[21]
- ディスカバリー・エンタテインメント 秘密のケンミンSHOW 極（2023年11月9日、読売テレビ）
- 秋田テレビ開局55周年記念番組 ふるさと Cheers'（2024年1月1日、秋田テレビ）

### 映画
- 死神遣いの事件帖‐傀儡夜曲‐（2020年6月12日、東映）ヒロイン・お藤 役[23]

### 舞台
- じょしらく弐 〜時かけそば〜（2016年5月12日・14日・17日・19日・21日、AiiA 2.5 Theater Tokyo）波浪浮亭木胡桃 役[84][85]
- 墓場、女子高生（2016年10月14日 - 22日、東京ドームシティシアターGロッソ）ジモ 役[86]
- ナナマルサンバツ THE QUIZ STAGE（2018年5月4日 - 9日、全労済ホールスペース・ゼロ）深見真理 役[87]
- 舞台「けものフレンズ」2〜ゆきふるよるのけものたち〜（2018年11月8日 - 18日、品川プリンスホテルクラブeX）ギンギツネ 役[66]
- GIRLS REVUE（2019年1月10日 - 27日、東京：オルタナティブシアター / 2月1日・2日、大阪：サンケイホールブリーゼ）[88]
- ナナマル サンバツ THE QUIZ STAGE ROUND2（2019年5月3日 - 8日、三越劇場）深見真理 役[89]
- 銀河鉄道の父（2020年10月15日 - 20日、新国立劇場 小劇場）宮沢トシ 役[90][91]
- ナナマル サンバツ THE QUIZ STAGE O（2021年1月6日 - 17日、銀座博品館劇場）深見真理 役[92]
- 六番目の小夜子（2022年1月7日 - 16日、新国立劇場 小劇場）主演・津村沙世子 役[93]
- 朗読劇 父と暮らせば（2024年11月7日 - 10日〈予定〉、新宿シアタートップス）美津江 役[94]

中止となった舞台
- ニッポン放送開局65周年記念公演 舞台「たけしの挑戦状 ビヨンド」（2020年4月9日 - 19日、東京：紀伊國屋ホール / 4月22日、愛知：名古屋市青少年文化センター アートピア / 4月25日、高知：高知県立県民文化ホール オレンジホール / 4月28日、広島：JMSアステールプラザ 大ホール / 5月2日 - 3日、大阪：サンケイホールブリーゼ）ハル 役[95][注 2]

### ラジオ
- ミュ〜コミ+プラス（2017年5月3日 - 31日、ニッポン放送）5月マンスリーアシスタント[18]
- 大津功と鈴木絢音の通になりた〜い!（2024年4月 - 、CBCラジオ）[97]

### ネット配信
- 乃木坂46 秋元真夏生誕記念 "真夏リスペクト軍団"全員生出演〜真夏を全力チアー(応援)〜（2016年8月20日、ニコニコ生放送）[98]
- 乃木坂46 秋元真夏リスペクト軍団全員生出演 〜2度目のニコ生SP〜（2016年11月1日、ニコニコ生放送）[99]
- 乃木坂46 秋元真夏リスペクト軍団全員生出演 〜クリスマス特番ニコ生SP〜（2016年12月20日、ニコニコ生放送）[100]
- 乃木坂46 秋元真夏写真集発売記念! 軍団員から感謝の特番 〜真夏さんありがとう〜（2017年3月18日、ニコニコ生放送）[101]
- 乃木坂46 18thシングル「逃げ水」発売記念スペシャル!（2017年8月9日、SHOWROOM）[102]
- 乃木坂46 真夏さんリスペクト軍団生出演〜4人で最後のニコ生SP〜（2018年7月11日、ニコニコ生放送）[103]
- 舞台『たけしの挑戦状 ビヨンド』スピンオフ企画『まことの挑戦状』（2020年4月19日、YouTube 舞台『たけしの挑戦状 ビヨンド』公式チャンネル）[96]

## 書籍

### 写真集
- 1st写真集『光の角度』（2020年11月10日、幻冬舎）[104]

### エッセー
- 『言葉の海をさまよう』（2023年3月7日発売、幻冬舎）[105]